# Липовець-при-Шкофій Васі
Липовець-при-Шкофій Васі (словен. Lipovec pri Škofji vasi) — поселення в общині Целє, Савинський регіон, Словенія. 
Висота над рівнем моря: 280,1 м.